# Henrique Henriques
Compléments
Henriques est le premier érudit européen en langue tamoule
Henrique Henriques (qui signait Anrriquez ou encore Anrrique), né en 1520 à Vila Viçosa, Evora (Portugal) et décédé le 22 février 1600 à Punnaikayal, Tamil Nadu (Inde), était un prêtre jésuite portugais d'origine juive. Missionnaire en Inde du Sud. Il est le premier européen à avoir maîtrisé la langue tamoule.

## Biographie
Henriques est étudiant en droit canon et déjà Diacre (catholicisme) quand Simon Rodrigues, un des premiers compagnons de Saint Ignace de Loyola, le reçoit dans la Compagnie de Jésus (7 octobre 1545).
À peine six mois plus tard, le 8 avril 1546, il embarque avec neuf compagnons pour l’Inde. Il arrive à Goa en septembre. Après deux ans passés à Goa il est envoyé par Saint François Xavier, alors supérieur provincial, pour être missionnaire sur la côte des pécheurs. Bien que de santé médiocre il travaillera 53 ans dans la région de langue tamoule (plus tard connue sous le nom de 'Mission du Maduré’).
À la mort de Antonio Criminalis, en 1549, Henriques est élu supérieur des jésuites de la mission. Cette élection - procédure inhabituelle - est confirmée par François-Xavier qui dans une lettre à Saint Ignace (15 janvier 1549) avait déjà dit tout le bien qu’il pensait de Henriques.
Comme d’autres missionnaires il utilise d’abord des interprètes pour communiquer le message chrétien, mais, fortement encouragé par Saint Xavier, il se met à l’étude de la langue tamoule. Il y acquiert une remarquable aisance. Pour aider les autres missionnaires il compose une grammaire et un dictionnaire tamouls. Comme Xavier et Criminalis il insiste pour que les nouveaux chrétiens reçoivent une instruction chrétienne sérieuse de la part de catéchistes bien formés. Une bonne connaissance de la langue est donc importante.
Henriques fait un voyage à Mannar, à Ceylan (Sri Lanka) où il réside de 1561 à 1564. À Mannar (région tamoule de Sri Lanka) il revoit le texte de cantiques tamouls composés par un musicien de Colombo.

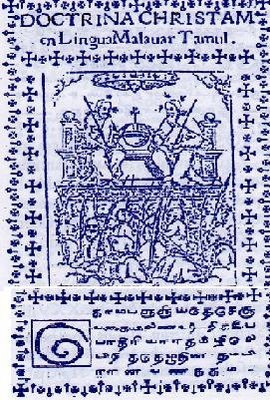
Thambiraan Vanakkam (la 'Doctrine chrétienne' en tamoul) de Henrique Henriques (1578)

Libéré de la charge de supérieur en 1576 par Alessandro Valignano, il passe la plus grande partie de son temps à composer et traduire des œuvres chrétiennes en tamoul. La création, en 1578, d'une première imprimerie tamoule à Punnaikayal permet qu'elles soient imprimées. Ce qui leur donne une diffusion relativement large.
Progressivement gagné par une lente paralysie durant les dernières années de sa vie il est tenu en grande estime par ses confrères jésuites autant que par le peuple tamoul. Il meurt le 22 février 1600 à la résidence jésuite de Punnaikayal (district de Thoothukudi, dans l’extrême sud du Tamil Nadu).

## Œuvres principales
- Une grammaire tamoule (la première grammaire tamoule en une langue européenne)
- Un vocabulaire tamoul (à l’usage des missionnaires européens)
- Thambiraan Vanakkam (1578), une traduction et adaptation du catéchisme de saint François Xavier.
- Flos sanctorum, entra Adiyâr Varalâru, une collection de ‘vies de saints’.